# Epipona niger
Epipona niger är en getingart som först beskrevs av Brethes 1926.  Epipona niger ingår i släktet Epipona och familjen getingar. Inga underarter finns listade i Catalogue of Life.